# کارامار، نیو ساوت ولز
کارامار (به انگلیسی: Carramar) یک حومه شهر در استرالیا است که در City of Fairfield واقع شده‌است.